# خط طول 105° شرق
خط طول 105° شرق هو أحد خطوط الطول الجغرافية، والتي تمتد من القطب الشمالي الجغرافي إلى القطب الجنوبي الجغرافي، وحسب التحويل الزمني يتقدم خط طول 105° شرق عن خط غرينتش بـ7 ساعات و0 دقائق.

## من القطب إلى القطب
ينطلق خط طول 105° شرق من القطب الشمالي نحو القطب الجنوبي مرورا بالمناطق التي ترد في الجدول التالي:
| الإحداثيات                           | البلد أو الإقليم أو البحر | ملاحظات |
| ------------------------------------ | ------------------------- | --- |
| 90°0′N 105°0′E / 90.000°N 105.000°E  | المحيط المتجمد الشمالي    | |
| 80°4′N 105°0′E / 80.067°N 105.000°E  | بحر لابتيف                | |
| 78°50′N 105°0′E / 78.833°N 105.000°E | روسيا                     | كراسنويارسك كراي — جزيرة البلاشفة، سيفيرينيا زيمليا |
| 78°21′N 105°0′E / 78.350°N 105.000°E | بحر لابتيف                | |
| 77°35′N 105°0′E / 77.583°N 105.000°E | روسيا                     | كراسنويارسك كراي إركوتسك أوبلاست — من 61°25′N 105°0′E / 61.417°N 105.000°E Krasnoyarsk Krai — من 61°14′N 105°0′E / 61.233°N 105.000°E Irkutsk Oblast — من 61°11′N 105°0′E / 61.183°N 105.000°E Krasnoyarsk Krai — من 60°11′N 105°0′E / 60.183°N 105.000°E Irkutsk Oblast — من 59°46′N 105°0′E / 59.767°N 105.000°E Krasnoyarsk Krai — من 59°28′N 105°0′E / 59.467°N 105.000°E Irkutsk Oblast — من 58°59′N 105°0′E / 58.983°N 105.000°E بورياتيا — من 51°42′N 105°0′E / 51.700°N 105.000°E (border is in بحيرة بيقال) |
| 50°24′N 105°0′E / 50.400°N 105.000°E | منغوليا                   | |
| 41°36′N 105°0′E / 41.600°N 105.000°E | جمهورية الصين الشعبية     | منغوليا الداخلية نينغشيا – من 37°32′N 105°0′E / 37.533°N 105.000°E قانسو – من 37°2′N 105°0′E / 37.033°N 105.000°E سيتشوان – من 32°37′N 105°0′E / 32.617°N 105.000°E يونان (الصين) – من 28°1′N 105°0′E / 28.017°N 105.000°E قويتشو – من 27°22′N 105°0′E / 27.367°N 105.000°E قوانغشي – من 24°47′N 105°0′E / 24.783°N 105.000°E Yunnan – من 24°26′N 105°0′E / 24.433°N 105.000°E |
| 23°13′N 105°0′E / 23.217°N 105.000°E | فيتنام                    | |
| 18°45′N 105°0′E / 18.750°N 105.000°E | لاوس                      | |
| 16°16′N 105°0′E / 16.267°N 105.000°E | تايلاند                   | |
| 14°18′N 105°0′E / 14.300°N 105.000°E | كمبوديا                   | |
| 10°40′N 105°0′E / 10.667°N 105.000°E | فيتنام                    | |
| 8°35′N 105°0′E / 8.583°N 105.000°E   | بحر الصين الجنوبي         | مرورا بشرق لينقا (جزيرة), إندونيسيا (في 0°18′S 105°0′E / 0.300°S 105.000°E) · مرورا بغرب بانغكا (جزيرة), إندونيسيا (في 2°1′S 105°6′E / 2.017°S 105.100°E) |
| 2°21′S 105°0′E / 2.350°S 105.000°E   | إندونيسيا                 | جزيرة سومطرة |
| 5°43′S 105°0′E / 5.717°S 105.000°E   | المحيط الهندي             | مرورا بغرب the جزيرة بانايتان, إندونيسيا (في 6°36′S 105°6′E / 6.600°S 105.100°E) · مرورا بغرب the جزيرة جاوة (جزيرة), إندونيسيا (في 6°45′S 105°12′E / 6.750°S 105.200°E) |
| 60°0′S 105°0′E / 60.000°S 105.000°E  | المحيط الجنوبي            | |
| 66°4′S 105°0′E / 66.067°S 105.000°E  | القارة القطبية الجنوبية   | الإقليم الأسترالي في القارة القطبية الجنوبية، المطالب الإقليمية بالقارة القطبية الجنوبية by أستراليا |